# 納濟爾布爾烏帕齊拉
納濟爾布爾乌帕齐拉是孟加拉国比羅傑布爾縣的一个乌帕齐拉，位於巴里薩爾专区的比羅傑布爾縣。。

## 人口
據1991年孟加拉國人口普查，納濟爾布爾共有戶數31,862戶，人口166014人。其中男性佔比50.92%，女性佔比49.08%；成年人口86,581人。該地7歲以上人口之平均識字率為43.4%。